# Tiszanána
Tiszanána község Heves vármegye Hevesi járásában.

## Fekvése
A Tisza jobb parti oldalán helyezkedik el, a folyótól, illetve a Tisza-tótól mintegy 6 kilométerre. Déli határvonala a folyó sodorvonalát követi − a Tisza-part közelében létesült a községhez tartozó üdülőterület,  Dinnyéshát −, északnyugati határában pedig viszonylag nagy terület tartozik a Hevesi Füves Puszták Tájvédelmi Körzethez.
A szomszédos települések: északkelet felől Sarud, dél felől Abádszalók, délnyugat felől Kisköre, északnyugat  felől pedig Kömlő. Nyugat felől a legközelebbi település Tarnaszentmiklós, de közigazgatásilag nem határosak egymással. Kelet felől ellenben határos Újlőrincfalvával, melynek viszont a lakott területei távolabb esnek tőle. A legközelebbi város Kisköre, mintegy 10 kilométerre

### Megközelítése
Csak közúton közelíthető meg, Kisköre és Poroszló felől a 3213-as, Besenyőtelek felől pedig a 3212-es úton.
Az ország távolabbi részei felől a legegyszerűbb megközelítési útvonala: a 3-as főúton vagy az M3-as autópályán Füzesabonyig, onnan a 33-as főúton Besenyőtelekig, onnan pedig a 3212-es úton.

## Története
A mai település környékén és a tágabb Közép-Tisza-vidéken az első évezredben különböző népek telepedtek le: szkíták, kelták éltek itt évszázadokon át, majd szarmaták, jazigok, s Attila hunjai. Úgy szólnak a mondák, hogy maga a király is innen, a Közép-Tisza vidékéről irányította hatalmas birodalmát. Halála után következtek a gepidák, az avarok, a bolgárok, a szlávok, akiknek maradékai később beolvadtak a 896 táján érkező nomád magyar törzsekbe.
A hagyomány szerint Szent László adományozta Nánát az egri püspökségnek, amelynek 1804-ig maradt birtokában, majd a szatmári püspökség tulajdonába került. Tiszanána első említését IV. Béla 1261-ben kelt okleveléből ismerjük, mint az Apocz nemzetség birtokaival szomszédos földet. Az 1332–1337. évi pápai tizedjegyzékben Nánaként fordult elő, az egri püspökség 1483–1494. évi számadáskönyveiben azonban – megkülönböztetésként a többi hasonló nevű községtől – Tyzanana néven szerepelt.
Az 1546. évi összeírás szerint tíz jobbágytelek volt a faluban, három évvel később pedig nyolc adóköteles, hét elszegényedett, kettő elhagyott és két újonnan települt telket regisztráltak. Sokat szenvedett e vidék a török pusztításoktól. A janicsárok nemcsak állatot, de a rabláncokon embereket is hajtottak a török tartományok felé. Eger várának 1552-es ostroma után, az 1554-es adóösszeírás szerint a település teljesen elpusztult. Kevéssel később azonban Nánát újjáépítették lakói, alig telt el tíz esztendő, s már ismét tíz porta állt a romok fölött.
Az akkor még közvetlenül a Tisza partján fekvő, állandó árvízveszéllyel fenyegetett falu a 17. században Török János és Kürthy György birtokába került. Valószínűleg azonban hamarosan visszakapta az egri püspökség, mivel a 18. században a község áttelepítését a folyópartról a biztonságosabb területekre már gróf Eszterházy Károly egri püspök rendelte el (a régi település helyét ma is Ó-Nánának nevezik). 1770 és 1776 között belakták a tiszanánaiak által használt Kömlő pusztát. A föld nélkül maradtak közül 102 család elköltözött, az elvándoroltak helyébe többnyire katolikus lakosság telepedett le. 1752-ben felépült a református templom, majd Eszterházy püspök jóvoltából 1788-ban a római katolikus templom is. A falu lélekszáma 1787-ben 2054 fő volt.
A 18. század végén Ulrich János püspöki jószágkormányzó mintegy száz düledező házat leromboltatott. Új utcasorok kijelölésével és azonos méretű telkek (szám szerint 259) kimérésével végrehajtotta a község belterületének átrendezését. Elrendelte, hogy minden jobbágy, még a negyedtelkes is nyers- vagy égetett téglából két kényelmes szobát építsen, s akik erre nem voltak képesek, azokat leszorította nyolcadtelkesekké. Így nyert a falu belsősége szabályosabb alakot.
A község 1804-ben az újonnan felállított szatmári püspökség birtokába jutott. Az új kegyúr majorságában továbbra is az állattartás, a juhászat maradt a meghatározó gazdálkodási forma. A szatmári püspökség 1848-ig maradt Tiszanána földesura, később már csak a helység legnagyobb birtokosa. A 19. század első felében a helybeli katolikus lelkész egy kis kórházat állított fel, az urasági tiszti lak mellett felépült a tiszanánai uradalom központi tömlöce. A falut több ízben, 1830-ban, 1855-ben, 1876-ban, 1879-ben, 1888-ban árvíz öntötte el.
A 20. század elején lakóinak száma 4755 fő volt, ebből 2822 római katolikus, 1840 református, 93 fő görögkatolikus, izraelita, ágostai (evangélikus) hitvallású.

## Közélete

### Polgármesterei
- 1990–1994: Sallós Károlyné (független)[3]
- 1994–1998: Dr. Tóth József (független)[4]
- 1998–2002: Dr. Tóth József (független)[5]
- 2002–2006: Dr. Tóth József (független)[6]
- 2006–2010: Dr. Tóth József (független)[7]
- 2010–2014: Dr. Tóth József (Fidesz-KDNP)[8]
- 2014–2019: Dr. Tóth József (Fidesz-KDNP)[9]
- 2019–2024: Dr. Tóth József (Fidesz-KDNP)[10]
- 2024– : Dr. Tóth József (Fidesz-KDNP)[1]

## Népesség
A település népességének változása:
| Lakosok száma | 2508 | 2482 | 2474 | 2460 | 2288 | 2315 | 2252 |
|               | 2013 | 2014 | 2015 | 2021 | 2022 | 2023 | 2024 |

2011-ben a település lakosságának 80%-a magyar, 19%-a cigány nemzetiségűnek vallotta magát.
A 2011-es népszámlálás során a lakosok 84,8%-a magyarnak, 20,3% cigánynak, 0,4% németnek mondta magát (14,7% nem nyilatkozott; a kettős identitások miatt a végösszeg nagyobb lehet 100%-nál). A vallási megoszlás a következő volt: római katolikus 58,6%, református 12,9%, evangélikus 0,3%, felekezeten kívüli 7,1% (20,2% nem nyilatkozott).
2022-ben a lakosság 91,4%-a vallotta magát magyarnak, 19,6% cigánynak, 1,2% németnek, 0,1% örménynek, 1,2% egyéb, nem hazai nemzetiségűnek (8,3% nem nyilatkozott; a kettős identitások miatt a végösszeg nagyobb lehet 100%-nál). Vallásuk szerint 38,9% volt római katolikus, 9,3% református, 0,3% görög katolikus, 0,3% evangélikus, 2,5% egyéb keresztény, 1% egyéb katolikus, 20,1% felekezeten kívüli (27,5% nem válaszolt).

## Nevezetességei
- Római katolikus templom. Az egyhajós templomot Eszterházy Károly püspök építtette Francz József építésszel, 1788-ban készült el. Mellékoltárképét 1796-ban Szikora György festette.
- Református templom. A mai, barokk stílusú templom 1752-ben épült a korábbi fatalpú templom közelében. Orgonáját Angster József építette 1894-ben. Átépítették 1833-ban, nyugati homlokzati tornyát 1867-ben kapta. Mindhárom harangját 1923-ban Szlezák László öntötte Budapesten.
- A településhez tartozik a Tisza mellett fekvő üdülőterület és szabadstrand, Dinnyéshát. Csónakkikötője több száz vízi jármű befogadására alkalmas. A kikötő közelében szabad vizű strand található.
- Szent József-temetőkápolna
- Itt áll a világ egyetlen Sütő Andrásról elnevezett iskolája.

## Ismert személyek
- Itt született 1940. május 18-án Kovács Eszter operaénekes.
- Itt született 1954. augusztus 19-én Mihályi Győző Jászai Mari-díjas magyar színművész, érdemes művész.
- Itt született Molnár Zsuzsanna divatszakember, ruhatervező, designer.[14]

## Külső hivatkozások
- Tiszanána oldala
- Régi hivatalos oldal